# Гайлендс (регіон)
Гайлендс (англ. Highlands Region) — один з чотирьох регіонів Папуа Нової Гвінеї.

## Провінції регіону
Регіон Гайлендс включає в себе 7 провінцій:
- Гела
- Дживака
- Енга
- Західний Гайлендс
- Південний Гайлендс
- Сімбу
- Східний Гайлендс